# Chet Brandenburg

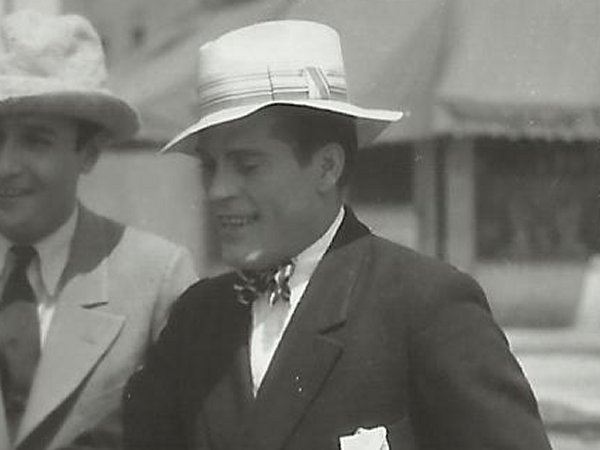
Chet Brandenburg

Chet Brandenburg (* 15. Oktober 1897 in Kentucky als James Chester Brandenburg; † 17. Juli 1974 in Woodland Hills, Kalifornien) war ein US-amerikanischer Schauspieler und Stuntman.

## Leben
Chet Brandenburg wurde 1897 in Kentucky geboren. Zwischen 1924 und 1968 trat er in 436 Filmen und Fernsehsendungen auf. Brandenburg wurde im Forest Lawn Memorial Park in Hollywood Hills, Kalifornien beigesetzt.

## Filmografie
- 1927–1943: Laurel und Hardy:
  - 1927: Hats Off!
  - 1928: Der beleidigte Bläser
  - 1928: Should Married Men Go Home?
  - 1929: The Hoose-Gow
  - 1931: Be Big
  - 1935: Zum Nachtisch weiche Birne
  - 1938: Als Salontiroler
  - 1943: Die Wunderpille
  - 1943: Schrecken aller Spione
  - 1943: Die Tanzmeister
- 1943: Das Lied von Bernadette
- 1944: Mission im Pazifik
- 1945: Mord in der Hochzeitsnacht
- 1945: Spiel mit dem Schicksal
- 1962: Gypsy – Königin der Nacht
- 1962: Schwarzes Gold
- 1960–1963: Unwahrscheinliche Geschichten
- 1960: Land der tausend Abenteuer
- 1960: Machen wir’s in Liebe
- 1960: Wer den Wind sät
- 1960: Vergeltung ohne Gnade
- 1961: Urteil von Nürnberg
- 1961: Atlantis, der verlorene Kontinent
- 1961: Der Besessene
- 1953–1964: Rauchende Colts